# Sietas Typ 35
Der Typ 35 ist ein Küstenmotorschiffstyp der Sietas-Werft in Hamburg-Neuenfelde. Von Ende 1962 bis Anfang 1964 entstanden mit der Heimwärts und der Helios II zwei Einheiten dieser Baureihe. Die Helios II wird seit Frühjahr 1991 als Inselversorger im Liniendienst zwischen Cuxhaven und Helgoland eingesetzt. Sie erhielt Anfang 2008 den Namen Helgoland.

## Geschichte

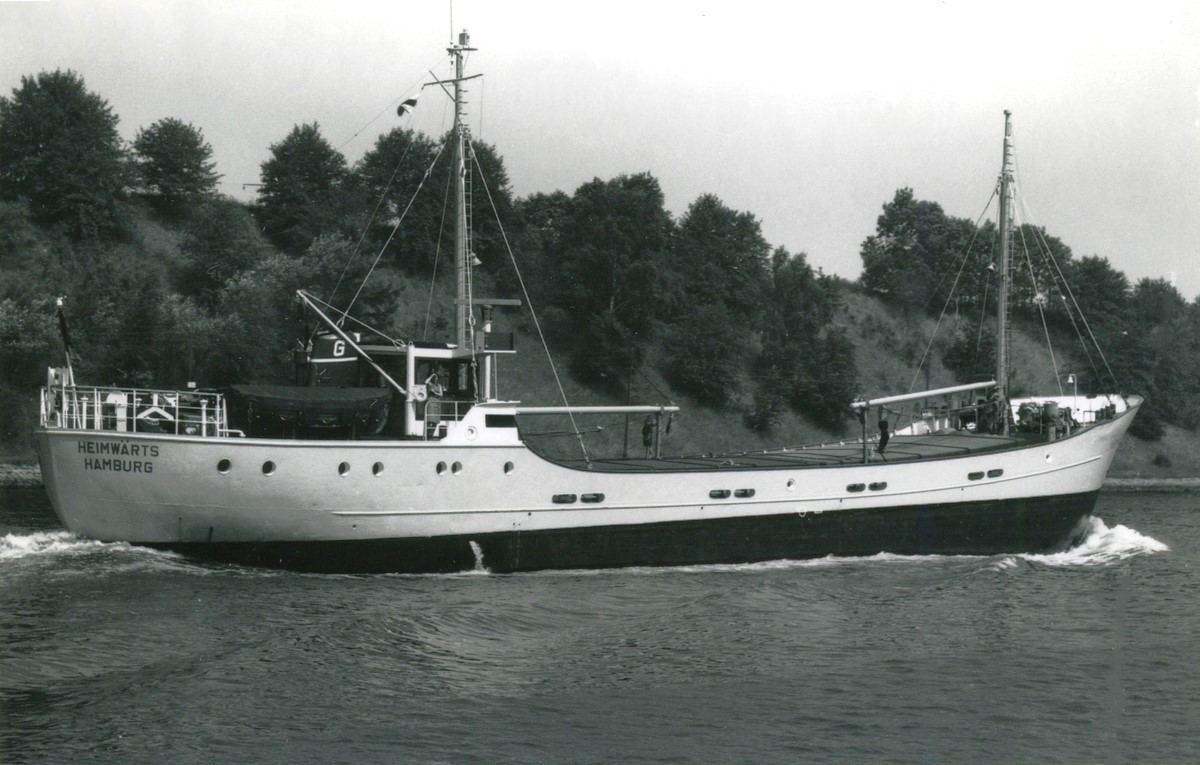
Die Heimwärts im Originalzustand

Das erste Schiff des Typs 35, die vom Hamburger Kapitänsreeder Wilhelm Grigoleit bestellte Heimwärts, lief am 15. Dezember 1962 mit der Baunummer 514 vom Stapel und wurde am 31. Dezember 1962 von der Werft abgeliefert. Die in Dubrovnik ansässige jugoslawische Reederei Atlantska Plovidba erwarb das Schiff im Jahr 1971 und setzte es danach mit dem Namen Lopud als Inselversorger in der Adria ein. Nach der Staatsgründung Kroatiens fuhr die Lopud mit Heimathafen Dubrovnik unter kroatischer Flagge. Sie wurde im April 2013 in Kroatien verschrottet.
Das zweite Schiff des Typs 35 wurde vom Kapitänsreeder Hinrich Bahr aus Schnee (seit 1972 ein Ortsteil von Stade) bestellt und im Jahr 1963 mit der Baunummer 488 auf Kiel gelegt. Am 11. Januar 1964 fanden der Stapellauf und die Taufe auf den Namen Helios II statt. Die Fertigstellung und Ablieferung erfolgten am 1. Februar 1964. Die damals mit Heimathafen Hamburg registrierte Helios II ging 1967 an Wilhelm Bahr, dem Sohn des Reeders über. Im Auftrag der Norddeutschen Salinen GmbH transportierte sie von 1974 bis 1990 regelmäßig verpacktes Salz von Stade nach Schweden. Im Oktober 1978 sowie in den 1980er Jahren wurde die Helios II mehrfach umgebaut. Am 4. Januar 1991 erwarben Hans Carl Rickmers & Jörn Rickmers das Schiff und setzten es anschließend für ihr Unternehmen, das Helgoland Fracht-Kontor, zweimal wöchentlich zum Transport von Frachten zwischen Cuxhaven und Helgoland ein. Das Helgoland Fracht-Kontor und der Liegeplatz des Schiffs befanden sich bis August 2000 am Meinkenkai in Cuxhaven. Nach dessen Sperrung zog das Unternehmen zum Nordseekai im Alten Fischereihafen um. Im Sommer 2006 wurde das damals von Ingo Rickmers geleitete Helgoland Fracht-Kontor selbst zum Eigner der Helios II.
Im Januar 2008 erwarb die Karl Meyer Umweltdienste GmbH, ein Tochterunternehmen der Karl Meyer AG, das Helgoland Fracht-Kontor mitsamt der Helios II. Das Schiff erhielt im Februar 2008 den Namen Helgoland. Als Eigner des Schiffs wurde die Tochtergesellschaft Reederei Karl Meyer GmbH & Co. KG eingetragen, die mit der Björn M. noch einen weiteren Inselversorger betreibt, mit dem überwiegend Schüttgut transportiert wird. Die Helgoland wird als Inselversorger und -entsorger im ganzjährigen Liniendienst zweimal wöchentlich zwischen Cuxhaven und der Nordseeinsel zum Transport von Stückgut eingesetzt. Im Frühjahr 2022 zog das Helgoland Frachtkontor in den Neuen Fischereihafen um, wo sich seitdem auch der Liegeplatz der Helgoland befindet.

## Technik
Der Typ 35 ist ein Freidecker und stellt eine vergrößerte Version des Typs 18 dar. Die Schiffe hatten ursprünglich eine Gesamtlänge von 44,85 Metern (41,00 m Lpp, 42,79 m registrierte Länge) und eine Breite von 7,50 Metern. Die Seitenhöhe bis zum Hauptdeck betrug 2,95 Meter, der maximale Tiefgang 2,63 Meter. Bei Ablieferung sind die Schiffe mit 249 BRT (136 NRT) und einer Tragfähigkeit von 459 tdw vermessen worden. Im Originalzustand verfügten sie über einen kastenförmigen Laderaum mit einem Rauminhalt von 552 m³ (481 m³ Ballenraum). Die Luke war 21 m lang und 4,70 m breit. Es wurden einfache Lukendeckel aus Holz mit seefester Abdeckung aus Persenning verwendet.
Ursprünglich besaßen die Schiffe zwei Ladebäume mit je zwei Tonnen Tragkraft.
Der Antrieb besteht aus einem Sechs-Zylinder-Viertakt-Dieselmotor des Typs SA 6 M 528 von Klöckner-Humboldt-Deutz (KHD), dessen Leistung 290 PS beträgt. Dieser wirkt auf einen Festpropeller. Der Typ 35 erreicht eine Geschwindigkeit von 9,0 Knoten. Die Besatzung besteht aus bis zu sieben Personen.
Nachdem man zuvor bereits das Ladegeschirr entfernt hatte, wurde die Helios II im Jahr 1978 erstmals umgebaut, wobei man unter anderem die Bordwände und das Lukensüll erhöhte sowie Faltlukendeckel installierte. Im Jahr 1984 erhielt sie ein neues Deckshaus und 1985 einen Wulstbug, wodurch sich ihre Gesamtlänge auf 45,52 Metern erhöhte. Das umgebaute Schiff besitzt einen 18,00 m langen, 5,10 m breiten und 2,80 m hohen Laderaum mit 719 m³ Getreide-Rauminhalt (25.411 Kubikfuß). Die Tankdecke ist für eine Belastung von 5 t/m² ausgelegt. In den 1990er Jahren wurde die Helios II mit 385 BRZ, 430 tdw und 2,85 m Tiefgang registriert.
Die Lopud wurde 1996 mit 296 BRZ und 430 tdw neu vermessen. Sie erhielt nach Entfernung des ursprünglichen Ladegeschirrs einen mittschiffs montierten Ladekran.

## Die Schiffe
| Sietas Typ 35 | Sietas Typ 35 | Sietas Typ 35 | Sietas Typ 35          | Sietas Typ 35                  | Sietas Typ 35                                      |
| Bauname       | Bau- nummer   | IMO- Nummer   | Stapellauf Ablieferung | Auftraggeber                   | Umbenennungen und Verbleib                         |
| ------------- | ------------- | ------------- | ---------------------- | ------------------------------ | -------------------------------------------------- |
| Heimwärts     | 514           | 5145659       | 15.12.1962 31.12.1962  | Wilhelm Grigoleit, Hamburg     | 1971 Lopud, im April 2013 in Kroatien verschrottet |
| Helios II     | 488           | 6417657       | 11.01.1964 01.02.1964  | Hinrich Bahr, Schnee bei Stade | 2/2008 Helgoland, so 2024 in Fahrt                 |